# Des Teufels Zirkus

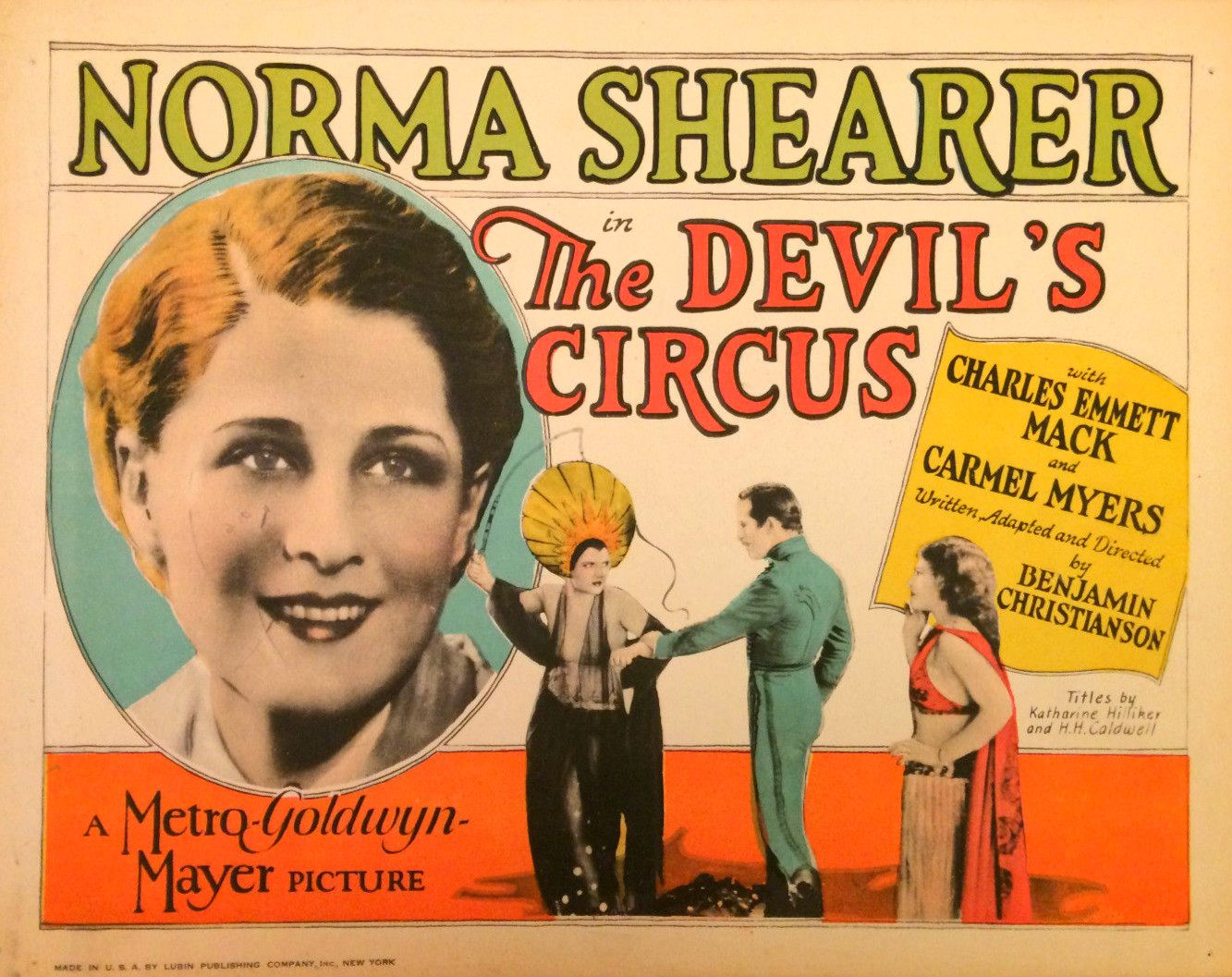

Des Teufels Zirkus ist ein US-amerikanisches Stummfilmdrama aus dem Jahre 1926 des Dänen Benjamin Christensen mit Norma Shearer in der Hauptrolle.

## Handlung
Die junge Mary verliebt sich in Richard Carlstop, einen attraktiven jungen Taschendieb, der das unbedarfte junge Mädchen vom Lande in sein Haus mitnimmt und ihr seinen Schutz anbietet. Doch eines Tages fliegt Richard mit seinen Vergehen auf, wird verhaftet und muss ins Gefängnis gehen. Nunmehr seines „Schutzes“, auch monetärer Natur, beraubt, benötigt Mary unbedingt eine neue Geldeinnahmequelle, und so beschließt sie, das Angebot, beim Zirkus zu arbeiten, anzunehmen. Hier wird sie Teil einer Luftakrobatik-Nummer. Der Höhepunkt der allabendlichen Vorstellung ist ein Drahtseilakt über einem nach oben hin offenen Löwenkäfig, den Mary zu absolvieren hat. Löwenbändiger Lieberkind hat schon seit geraumer Zeit ein Auge auf die Artistin geworfen und versucht auf besonders bizarre Weise ihre Aufmerksamkeit zu erhaschen. Lieberkinds zunehmende Liebestollheit missfällt erwartungsgemäß seiner Geliebten Yonna sehr, sodass sie Marys Trapez manipuliert, worauf diese schließlich eines Tages in die Tiefe stürzt und sich dabei ernsthaft verletzt.
Nach siebenjähriger Gefängnisstrafe kehrt Richard wieder in die Freiheit zurück. Er versucht fortan, sich ein neues Leben als Schuster aufzubauen. Es kommt zur Wiederbegegnung mit der nunmehr an Krücken humpelnden, als einfache Straßenhändlerin darbende Mary, und beide heiraten. Als Richard davon erfährt, wie man mit seiner Frau in „Des Teufels Zirkus“ umgegangen ist, will er Rache nehmen. Doch sein Ziel des Zorns, Lieberkind, hat während des (Ersten) Weltkriegs an der Front gedient und ist schwer verwundet aus den Schlachtfeldern heimgekehrt. Als Richard sieht, dass Lieberkind heute das Leben eines blinden Bettlers erdulden muss, verpufft sein Hass und wandelt sich in Mitleid.

## Produktionsnotizen
Die Dreharbeiten begannen Mitte Dezember 1925 und endeten wohl zu Beginn des Jahres 1926. Der Film erlebte seine Uraufführung am 15. Februar 1926. Die deutsche Fassung wurde unter dem Titel Zirkusteufel im Verleih der Parufamet am 14. Januar 1927 im Tauentzienpalast in Berlin erstaufgeführt. Die österreichische Premiere von Des Teufels Zirkus fand am 11. Februar 1927 statt. 
James Basevi und Cedric Gibbons gestalteten die Filmbauten.
Regisseur Christensen gab hiermit seinen Hollywood-Einstand.

## Kritiken
In Paimann’s Filmlisten heißt es: „Die Anziehungskraft dieses Filmes bilden die sehr gut gestellten Zirkusszenen, eine große Sensation und die ansprechende Darstellung der weiblichen Hauptrolle durch Norma Shearer. Das Sujet ist zwar spannend aber gegen Ende recht sprunghaft, die Darstellung in den übrigen Rollen gut, desgleichen die Photographie.“
Die Salzburger Chronik resümiert: “Die Darstellung ist sehr gut, es fehlt nicht an schönen und wirklich rührenden Szenen”.
Die Bühne wusste zu berichten: „Große Szenen geben Norma Shearer die Möglichkeit, ihr bedeutendes darstellerisches Können in besonders eindrucksvoller Weise zu entfalten.“.
Das Kino-Journal schließlich lobte: “Der Film ist mit ganz großer Aufmachung hergestellt, bietet zugleich Varieté, Zirkus und herrliche Tierszenen. Norma Shearer mit ihrem maßvollen Spiel ist eine rührend schöne Erscheinung”.